# 1294 dans les croisades
- Mamelouks :          An-Nâsir Muhammad ben Qalâ'ûn

Cette page vise à regrouper les évènements concernant les Croisades qui sont survenus en 1294.

## Naissance
- Hugues IV de Lusignan, monarque chypriote.
- Marie d'Ibelin sa femme.